# Algámitas
Algámitas est une commune située dans la province de Séville de la communauté autonome d’Andalousie en Espagne.

## Géographie

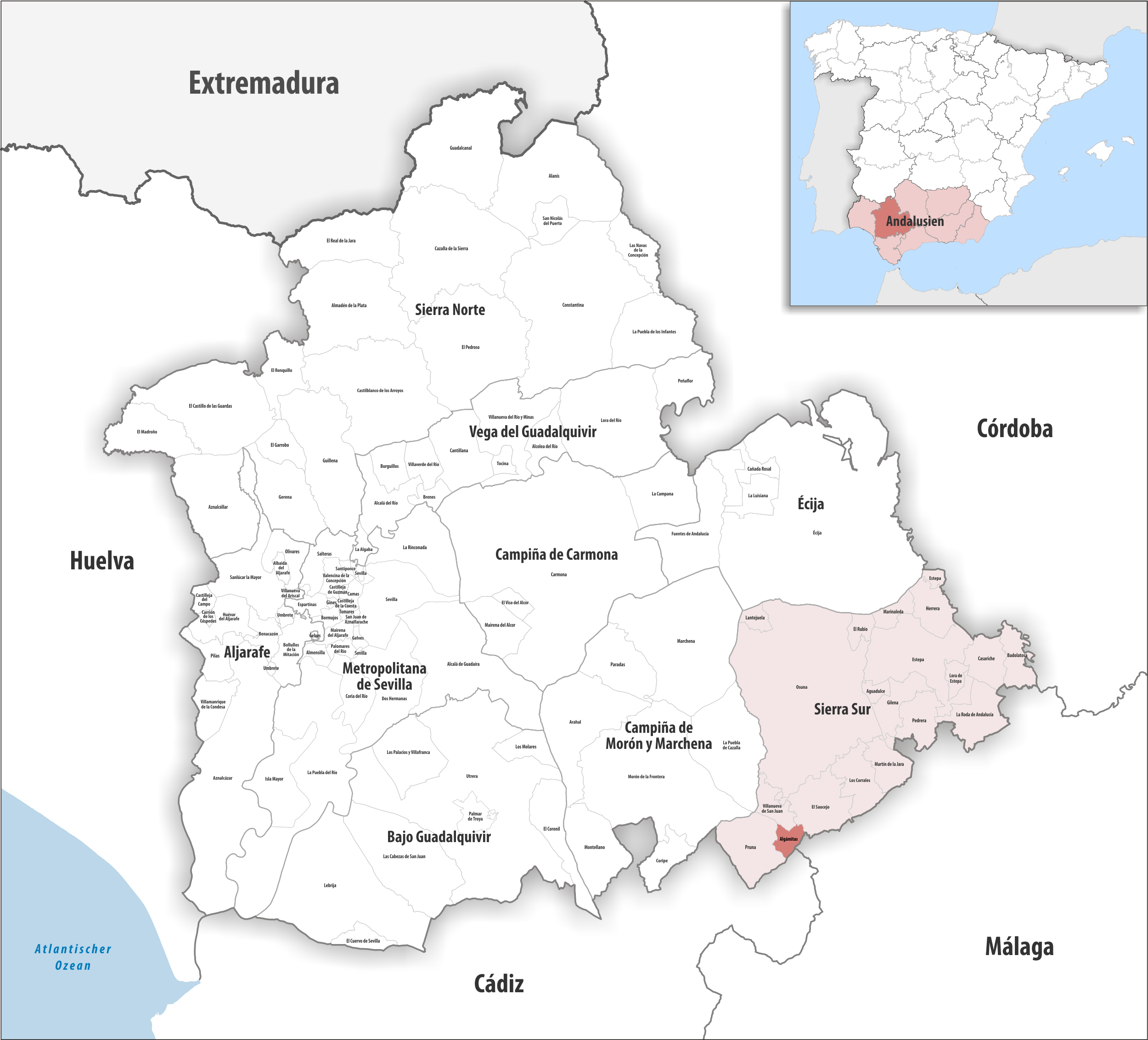
Algámitas dans la comarque Sierra sud de Séville, province de Séville / en Andalousie

### Localisation
La commune d'Algámitas est en limite sud-est dans la province de Séville, dans le sud-ouest de la comarque Sierra sud de Séville. Elle jouxte la province de Cadix au sud et la province de Malaga à l’est.
Séville est à 106 km ouest-nord-ouest ; Madrid à 506 km nord-nord-est ; Gibraltar à 145 km sud (distances par route).

### Communes voisines
Dans la province de Malaga voisine à l'est :
Cañete la Real est dans la comarque de Guadalteba.
Dans la province de Cadix voisine au sud :
Olvera est dans la comarque Sierra de Cadix.
Les autres communes voisines sont dans la province de Séville.

## Administration
| Période                                  | Période | Identité | Étiquette | Qualité |
| ---------------------------------------- | ------- | -------- | --------- | ------- |
| N/A                                      | N/A     | N/A      | N/A       | Maire   |
| Les données manquantes sont à compléter. |         |          |           |         |